# Kvæði

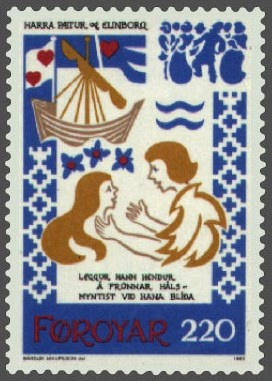
Postzegel uit de Faeröereilanden die de ballade Harra Pætur & Elinborg uitbeeldt.

Kvæði zijn de oude ballades van de Faeröer, begeleid door traditionele dans.

## Geschiedenis
De ballades hebben hun oorsprong in de Oudnoorse en Vikingcultuur. Ze worden verondersteld gezongen en gedanst te zijn geweest in vestigingen van Vikings. Daarna zouden ze langzaamaan uitgestorven zijn of uitgebannen met de komst van het Christendom.
De liederen, of Kvæði, die worden gezongen werden traditioneel doorgegeven van vader op zoon, tot de jaren 1800, toen men ze begon neer te schrijven. De orale traditie hielp om de Faeröerse taal te behouden.
Tot de meest bekende kvæði behoort de Ormurin langi geschreven door Jens Christian Djurhuus, en het wordt tegenwoordig gespeeld door de Faeröerse rockband Týr. Kvæði kunnen honderden stanza’s hebben plus een refrein tussen ieder vers.
Folklorist Svend Grundtvig (1824-1883) verzamelde mondeling overgeleverde Faeröerse balladen, uitgegeven als Føroya kvæði: corpus carminum Færoensium (7 dln., 1941–96).